# Lemahbang (Jumapolo)
Lemahbang is een bestuurslaag in het regentschap Karanganyar van de provincie Midden-Java, Indonesië. Lemahbang telt 2644 inwoners (volkstelling 2010).